# Frequência ultra-alta
| Ultra High Frequency (UHF)                                            |
| --------------------------------------------------------------------- |
| Ciclos por segundo: 300 MHz a 3 GHz Comprimento de onda: 1 m a 100 mm |

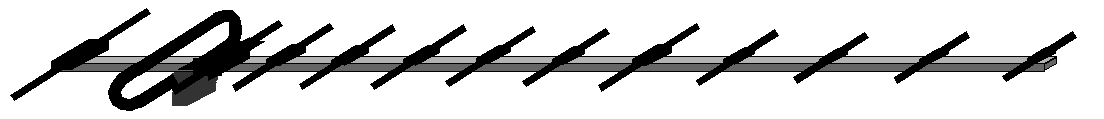
Antena Yagi para a faixa de UHF.

Ultra High Frequency, que significa Frequência Ultra-Alta, é a designação da faixa de radiofrequências compreendida entre 300 MHz e 3 GHz. É usualmente representada pela sigla UHF. É uma frequência comum para propagações de sinais de televisão e de canais em HDTV, rádio, transceptores, bluetooth e redes wireless.
As ondas eletromagnéticas com frequências nesta faixa têm mais atenuação atmosférica e menor reflexão na ionosfera que as ondas com VHFs.
A numeração dos canais UHF na Europa são diferentes da numeração americana.
Em Portugal, a faixa utilizada para os canais de TV Analógica encontrava-se entre o canal 21 (470 MHz) e o canal 69 (854 MHz). Após o dividendo digital, os canais 61 ao 69 foram destinados ao serviço de internet móvel 4G. No Brasil, no início dos anos 90, a faixa foi reduzida entre os canais 14 ao 69 para utilização em TV analógica e digital, dos canais de 70 a 83 para telefonia móvel celular. Os canais 52 ao 69, correspondente a faixa de 703 - 803 Mhz serão destinados ao serviço de internet móvel 4G da banda 28 APT ao longo do processo de desligamento analógico.

## Frequência dos canais de TV (Portugal)
| - 21 - 470 MHz a 478 MHz - 22 - 478 MHz a 486 MHz - 23 - 486 MHz a 494 MHz - 24 - 494 MHz a 502 MHz - 25 - 502 MHz a 510 MHz - 26 - 510 MHz a 518 MHz - 27 - 518 MHz a 526 MHz - 28 - 526 MHz a 534 MHz - 29 - 534 MHz a 542 MHz - 30 - 542 MHz a 550 MHz - 31 - 550 MHz a 558 MHz - 32 - 558 MHz a 566 MHz - 33 - 566 MHz a 574 MHz - 34 - 574 MHz a 582 MHz - 35 - 582 MHz a 590 MHz - 36 - 590 MHz a 598 MHz - 37 - 598 MHz a 606 MHz - 38 - 606 MHz a 614 MHz - 39 - 614 MHz a 622 MHz - 40 - 622 MHz a 630 MHz - 41 - 630 MHz a 638 MHz - 42 - 638 MHz a 646 MHz - 43 - 646 MHz a 654 MHz - 44 - 654 MHz a 662 MHz - 45 - 662 MHz a 670 MHz | - 46 - 670 MHz a 678 MHz - 47 - 678 MHz a 686 MHz - 48 - 686 MHz a 694 MHz - 49 - 694 MHz a 702 MHz - 50 - 702 MHz a 710 MHz - 51 - 710 MHz a 718 MHz - 52 - 718 MHz a 726 MHz - 53 - 726 MHz a 734 MHz - 54 - 734 MHz a 742 MHz - 55 - 742 MHz a 750 MHz - 56 - 750 MHz a 758 MHz - 57 - 758 MHz a 766 MHz - 58 - 766 MHz a 774 MHz - 59 - 774 MHz a 782 MHz - 60 - 782 MHz a 790 MHz - 61 - 790 MHz a 798 MHz - 62 - 798 MHz a 806 MHz - 63 - 806 MHz a 814 MHz - 64 - 814 MHz a 822 MHz - 65 - 822 MHz a 830 MHz - 66 - 830 MHz a 838 MHz - 67 - 838 MHz a 846 MHz - 68 - 846 MHz a 854 MHz - 69 - 854 MHz a 862 MHz |

## Frequência dos canais de TV (Brasil)
| - 14 - 470 MHz a 476 MHz - 15 - 476 MHz a 482 MHz - 16 - 482 MHz a 488 MHz - 17 - 488 MHz a 494 MHz - 18 - 494 MHz a 500 MHz - 19 - 500 MHz a 506 MHz - 20 - 506 MHz a 512 MHz - 21 - 512 MHz a 518 MHz - 22 - 518 MHz a 524 MHz - 23 - 524 MHz a 530 MHz - 24 - 530 MHz a 536 MHz - 25 - 536 MHz a 542 MHz - 26 - 542 MHz a 548 MHz - 27 - 548 MHz a 554 MHz - 28 - 554 MHz a 560 MHz - 29 - 560 MHz a 566 MHz - 30 - 566 MHz a 572 MHz - 31 - 572 MHz a 578 MHz - 32 - 578 MHz a 584 MHz - 33 - 584 MHz a 590 MHz | - 34 - 590 MHz a 596 MHz - 35 - 596 MHz a 602 MHz - 36 - 602 MHz a 608 MHz - 37 - 608 MHz a 614 MHz - Não utilizado para TV - Reservado para radioastronomia; - 38 - 614 MHz a 620 MHz - 39 - 620 MHz a 626 MHz - 40 - 626 MHz a 632 MHz - 41 - 632 MHz a 638 MHz - 42 - 638 MHz a 644 MHz - 43 - 644 MHz a 650 MHz - 44 - 650 MHz a 656 MHz - 45 - 656 MHz a 662 MHz - 46 - 662 MHz a 668 MHz - 47 - 668 MHz a 674 MHz - 48 - 674 MHz a 680 MHz - 49 - 680 MHz a 686 MHz - 50 - 686 MHz a 692 MHz - 51 - 692 MHz a 698 MHz |

Os canais de 52 a 69, até há pouco destinados à TV, são agora usados para implementação da 4ª geração (4G) de telefonia móvel:
| - 52 - 698 MHz a 704 MHz - 53 - 704 MHz a 710 MHz - 54 - 710 MHz a 716 MHz - 55 - 716 MHz a 722 MHz - 56 - 722 MHz a 728 MHz - 57 - 728 MHz a 734 MHz - 58 - 734 MHz a 740 MHz - 59 - 740 MHz a 746 MHz - 60 - 746 MHz a 752 MHz | - 61 - 752 MHz a 758 MHz - 62 - 758 MHz a 764 MHz - 63 - 764 MHz a 770 MHz - 64 - 770 MHz a 776 MHz - 65 - 776 MHz a 782 MHz - 66 - 782 MHz a 788 MHz - 67 - 788 MHz a 794 MHz - 68 - 794 MHz a 800 MHz - 69 - 800 MHz a 806 MHz |

Os canais de 70 a 83, antigamente destinados à TV, são agora usados em alguns países para:
1. 806–824 MHz: Pagers (antigamente canais 70–72 de TV)
2. 824–849 MHz: franquias de AMPS A & B, terminal (telefonia móvel) (antigamente canais 73–77 de TV)
3. 849–869 MHz: segurança pública (resgate, polícia — antigamente canais 77–80 de TV)
4. 869–894 MHz: franquias de AMPS A & B, rádio-base (antigamente canais 80–83 de TV)

## Redes sem fio
A faixa de 2,4 GHz usada pelas redes sem fio é dividida em treze canais:
| - 1 - 2,401 a 2,423 GHz - 2 - 2,406 a 2,428 GHz - 3 - 2,411 a 2,433 GHz - 4 - 2,416 a 2,438 GHz - 5 - 2,421 a 2,443 GHz - 6 - 2,426 a 2,448 GHz - 7 - 2,431 a 2,453 GHz | - 8 - 2,436 a 2,458 GHz - 9 - 2,441 a 2,463 GHz - 10 - 2,446 a 2,468 GHz - 11 - 2,451 a 2,473 GHz - 12 - 2,456 a 2,478 GHz - 13 - 2,461 a 2,483 GHz |